# Ключборк
Ключборк (пол. Kluczbork, нім. Kreuzburg) — місто в південно-західній Польщі, на річці Стобрава, правій притоці Одри.
Адміністративний центр Ключборського повіту Опольського воєводства, залізничний вузол.

## Демографія
Демографічна структура станом на 31 березня 2011 року:
|          | Загалом | Допрацездатний вік | Працездатний вік | Постпрацездатний вік |
| -------- | ------- | ------------------ | ---------------- | -------------------- |
| Чоловіки | 11967   | 2118               | 8505             | 1344                 |
| Жінки    | 12995   | 1880               | 7903             | 3212                 |
| Разом    | 24962   | 3998               | 16408            | 4556                 |

## Міста-побратими
| Місто    | Країна  | Дата угоди |
| -------- | ------- | ---------- |
| Бережани | Україна | 16.06.2001 |

## Уродженці
- Анджей Марек Сломський (пол. Andrzej Marek Słomski; нар. 1958) — польський політик, дипломат, графік.